# Witkowice (Kęty)
Witkowice (deutsch Witkowitz, älter auch Moosgrund) ist eine Ortschaft mit einem Schulzenamt der Gemeinde Kęty im Powiat Oświęcimski der Woiwodschaft Kleinpolen in Polen.

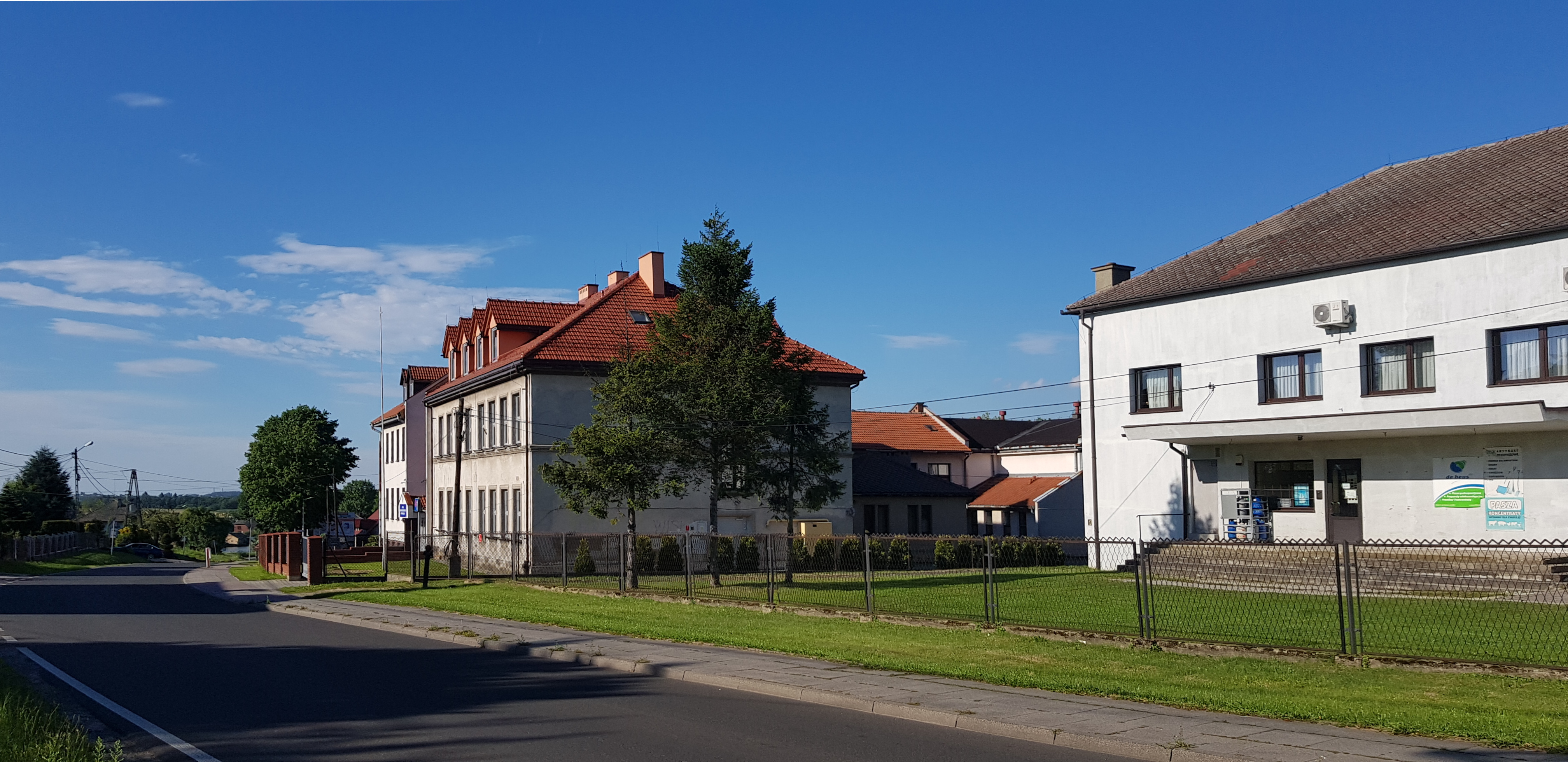
Dorfzentrum

## Geografie
Der Ort liegt im Schlesischen Vorgebirge (Pogórze Śląskie) auf einem rechten Zufluss der Soła. Die Nachbarorte sind  die Stadt Kęty im Südwesten, Malec, Nowa Wieś im Westen, Osiek im Norden, Nidek im Osten, sowie Bulowice im Süden.

## Geschichte
Der Ort wurde erstmals urkundlich als die Pfarrei Mosgront seu [— oder] Witowicz unter der Leitung des Pfarrers Gisko im Peterspfennigregister des Jahres 1326 im Dekanat Auschwitz des Bistums Krakau erwähnt. Der zweite Name ist slawisch (polnisch) und patronymisch abgeleitet von dem Vornamen Witek mit typischem westslawischen Suffix -(ow)ice. Der erste Name ist deutschstämmig und bedeutet Mit Moos bewachsenes Tal, 1335 und 1400 wieder als Mosgrunt, sowie im Jahr 1422 als Mossegrund  erwähnt (siehe Bielitz-Bialaer Sprachinsel). Jan Długosz erwähnte das Dorf in den Jahren 1470 bis 1480 zweimal: Wythkowicze villa im Besitz von sechs Adeligen und Withkowicze, ein entvölkertes Dorf. Der Beitrag über Monsgrunt war dagegen leer.
Politisch gehörte das Dorf ursprünglich zum Herzogtum Auschwitz, dies bestand ab 1315 in der Zeit des polnischen Partikularismus. Seit 1327 bestand das Herzogtum die Lehnsherrschaft des Königreichs Böhmen. Im Jahre 1457 wurde das Herzogtum mit dem Dorf Withkowicze vom polnischen König abgekauft.
1564 wurde Witkowice als Teil des neuen Kreises Schlesien der Woiwodschaft Krakau an das Königreich Polen, ab 1569 die polnisch-litauischen Adelsrepublik, völlig inkorporiert. Der Bericht der bischöflichen Visitation des Bischofs Stanisław Łubieński überliefert, dass die römisch-katholische Pfarrei verfiel wegen der Reformation, als die Holzkirche von Kalvinisten besetzt wurde.
Bei der Ersten Teilung Polens kam Witkowice 1772 zum neuen Königreich Galizien und Lodomerien des habsburgischen Kaiserreichs (ab 1804). Nach der Aufhebung der Patrimonialherrschaften bildete es eine Gemeinde im Bezirk Biała.
1918, nach dem Ende des Ersten Weltkriegs und dem Zusammenbruch der k.u.k. Monarchie, kam Witkowice zu Polen. Unterbrochen wurde dies nur durch die Besetzung Polens durch die Wehrmacht im Zweiten Weltkrieg. Es gehörte dann völkerrechtswidrig zum Landkreis Bielitz im Regierungsbezirk Kattowitz in der Provinz Schlesien (seit 1941 Provinz Oberschlesien).
Von 1975 bis 1998 gehörte Witkowice zur Woiwodschaft Bielsko-Biała.